# Loa (Utah)
Pour les articles homonymes, voir Loa.
La ville de Loa est le siège du comté de Wayne, dans l’État de l’Utah, aux États-Unis. Sa population s’élevait à 572 habitants lors du recensement de 2010, estimée à 586 habitants en 2017.

## Histoire
La ville est nommée en référence au volcan Mauna Loa, à Hawaï, par un missionnaire mormon qui en revenait.

## Démographie
| Groupe            | Loa  | Utah | États-Unis |
| ----------------- | ---- | ---- | ---------- |
| Blancs            | 96,5 | 86,1 | 72,4       |
| Métis             | 1,8  | 2,7  | 2,9        |
| Autres            | 0,4  | 6,0  | 6,4        |
| Asiatiques        | 0,9  | 2,0  | 4,8        |
| Amérindiens       | 0,2  | 1,2  | 0,9        |
| Afro-Américains   | 0,2  | 1,1  | 12,6       |
| Océano-Américains | 0,2  | 0,9  | 0,2        |
| Total             | 100  | 100  | 100        |
|                   |      |      |            |
| Latino-Américains | 4,0  | 13,0 | 16,7       |

Selon l’American Community Survey pour la période 2010-2014, 91,36 % de la population âgée de plus de 5 ans déclare parler l'anglais à la maison, 7,24 % déclare parler l'espagnol et 1,40 % le portugais.

## Source
- (en) Cet article est partiellement ou en totalité issu de l’article de Wikipédia en anglais intitulé « Loa, Utah » (voir la liste des auteurs).

1. ↑  (en) Dale Van Atta, « You name it - there's a town for it », The Deseret News, 22 janvier 1977.
2. ↑  (en) « Loa, UT Population - Census 2010 and 2000 », sur censusviewer.com.
3. ↑  (en) « Population of Utah - Census 2010 and 2000 », sur censusviewer.com.
4. ↑  (en) « Language spoken at home by ability to speak english for the population 5 years and over. Universe: Population 5 years and over. 2010-2014 American Community Survey 5-Year Estimates », sur factfinder.census.gov.